# Список умерших в 658 году

## Июль
- 21 июля — Кан II (70) — правитель майяского царства Канту со столицей в Караколе (618—658).

## Декабрь
- 17 декабря — Юдикаэль — король бретонского королевства Домнония (610—640), святой Римско-Католической Церкви.

## Дата смерти неизвестна или требует уточнения
- Аннемунд Лионский — епископ Лиона (645—658), святой.
- Гурет ап Бели — король Альт Клуита (645—658).
- Диума Мерсийский — епископ Мерсии, святой Католической церкви.
- Келлах мак Маэл Кобо — король Кенел Конайлл и верховный король Ирландии (642—658) из Северных Уи Нейллов.
- Малик аль-Аштар — военный и политический деятель времён правления халифа Усмана, сторонник Али ибн Абу Талиба.
- Мухаммад ибн Абу Бакр — сын Праведного халифа Абу Бакра ас-Сиддика и Асмы бинт Умайс, наместник халифа Али в Египте.
- Петрок ап Клемен — король Думнонии (633—658).
- Само — первый известный по имени славянский князь, основатель государства Само.
- Теодорос Рштуни — армянский полководец и государственный деятель.
- Хаббаб ибн аль-Аратт — сподвижник пророка Мухаммеда.
- Чу Суйлян — китайский политик, каллиграф времен империи Тан.
- Шахр Бану, дочь последнего Сасанидского царя Йездегерда III, жена третьего имама Хусейна.
- Эрхиноальд — майордом Нейстрии (641—658).